# Wigmore
Wigmore ist ein englischer halbfester Schafskäse (45 % Fett in der Trockenmasse) aus der Region Berkshire. Erfunden wurde er von Anne und Andy Wigmore. Produziert wird Wigmore-Käse aus thermisierter Milch von nahegelegenen Herden von Dorset-Friesland-Schafen und vegetarischem Lab. Der Käse wird durch Waschen des Käsebruchs hergestellt, eine Technik, die dem Käse seinen charakteristischen zarten, weichen und triefenden Kern verleiht. Die weiche, weiße Rinde umschließt einen reifen, leicht süßen, geschmeidigen Kern mit einem komplexen, fruchtigen Geschmacksreichtum. Geschmacklich vereint der Käse florale Aromen mit Karamell, Nüssen und geröstetem Lamm in sich. 

## Auszeichnungen
Der Wigmore-Käse hat mehrere Gold-, Silber- und Bronzemedaillen bei den British Cheese Awards und World Cheese Awards gewonnen, sowie eine Goldmedaille von der British Sheep Dairying Association erhalten.